# Condado de Red Willow
O Condado de Red Willow é um dos 93 condados do estado norte-americano de Nebraska. A sede do condado é McCook, que é também a sua maior cidade. O condado tem uma área de 1860 km² (dos quais 3 km² se encontram cobertos por água), uma população de 11 055 habitantes, e uma densidade populacional de 6 hab/km² (segundo o censo nacional de 2010). O condado foi fundado em 1873 e o seu nome a partir do Red Willow Creek, um afluente do rio Republican, por sua vez tributário do rio Kansas, que é afluente do Rio Missouri.